# Gerenfalben
Der Gerenfalben ist ein 1938 m hoher Berg in der Freschengruppe im Bregenzerwaldgebirge. Er liegt am Matonagrat zwischen der Hohen Matona und dem Hochrohkopf.

## Bezeichnung
Die Bezeichnung Falben wird in dieser Region sehr häufig verwendet. Der Gerenfalben ist nicht zu verwechseln mit dem 1793 m hohen Gapfohler Falben, der etwa 3 km westlich liegt, oder mit dem Falben in der Kugelgruppe, der etwa 5 km nordwestlich liegt. Der Sererfalben oder Seraspitz liegt etwa 3 km südöstlich nahe dem Furkajoch.

## Wandern
Die Abzweigung des Wanderwegs auf den Gerenfalben liegt südwestlich am sogenannten Bettlerweg. Diese Abzweigung ist über die Grävisalpe, die Neugerachalpe oder über die Altgerachalpe erreichbar. Von Bad Laterns aus geht man knapp über zwei Stunden. Auch vom Freschenhaus aus geht man knapp über zwei Stunden.
Auf dem Grat nach Nordwesten Richtung Gäviser Höhe ist kein Wanderweg.

## Schitouren
Im Winter ist der Gerenfalben ein beliebtes Ziel für Schitourengeher. Ausgangspunkt ist Bad Laterns, denn ab hier ist die Straße im Winter für den Verkehr gesperrt. Der Aufstieg erfolgt über die nicht geräumte Straße und dann über die Neugerachalpe.

## Biotope und Naturschutz
Der Berg und die gesamte Umgebung gehören zum Naturschutzgebiet Hohe Kugel - Hoher Freschen - Mellental. Ein kleiner Alpweiher namens "Wiesseeli" liegt in der Nähe der Alphütte der Grävisalpe. Der Weiher und seine Umgebung sind ein schützenswertes Biotop (Biotop-Nr. 41128) mit Pflanzen, die vom Aussterben bedroht sind. Das Biotop Nr. 41129 "Flachmoor und Moortümpel nordöstlich Gehrenfalben" ist 5,66 ha groß. Es liegt am Wanderweg von der Gäviser Höhe zur Alpe Portla am Nordhang des Gerenfalbens. Auch hier gibt es drei kleine Alpweiher, in denen das gefährdete österreichische Sumpfried (Eleocharis austriaca) und der Wasserstern (Callitriche palustris agg.) vorkommen.